# Hôpital européen Georges-Pompidou
L'Hôpital européen Georges-Pompidou és un hospital públic del districte 15 de París. Va ser construït al segle xxi. És conegut com un dels principals hospitals de cardiopaties del món. El 2013, Alain Carpentier va desenvolupar el primer cor 100% artificial utilitzant biomaterials i sensors electrònics. El dispositiu va ser implantat amb èxit per un equip hospitalari el 18 de desembre de 2013.